# Sudamerlycaste ciliata
Sudamerlycaste ciliata är en orkidéart som först beskrevs av Hipólito Ruiz López och Pav., och fick sitt nu gällande namn av Fredy Archila. Sudamerlycaste ciliata ingår i släktet Sudamerlycaste och familjen orkidéer. Inga underarter finns listade i Catalogue of Life.

## Bildgalleri

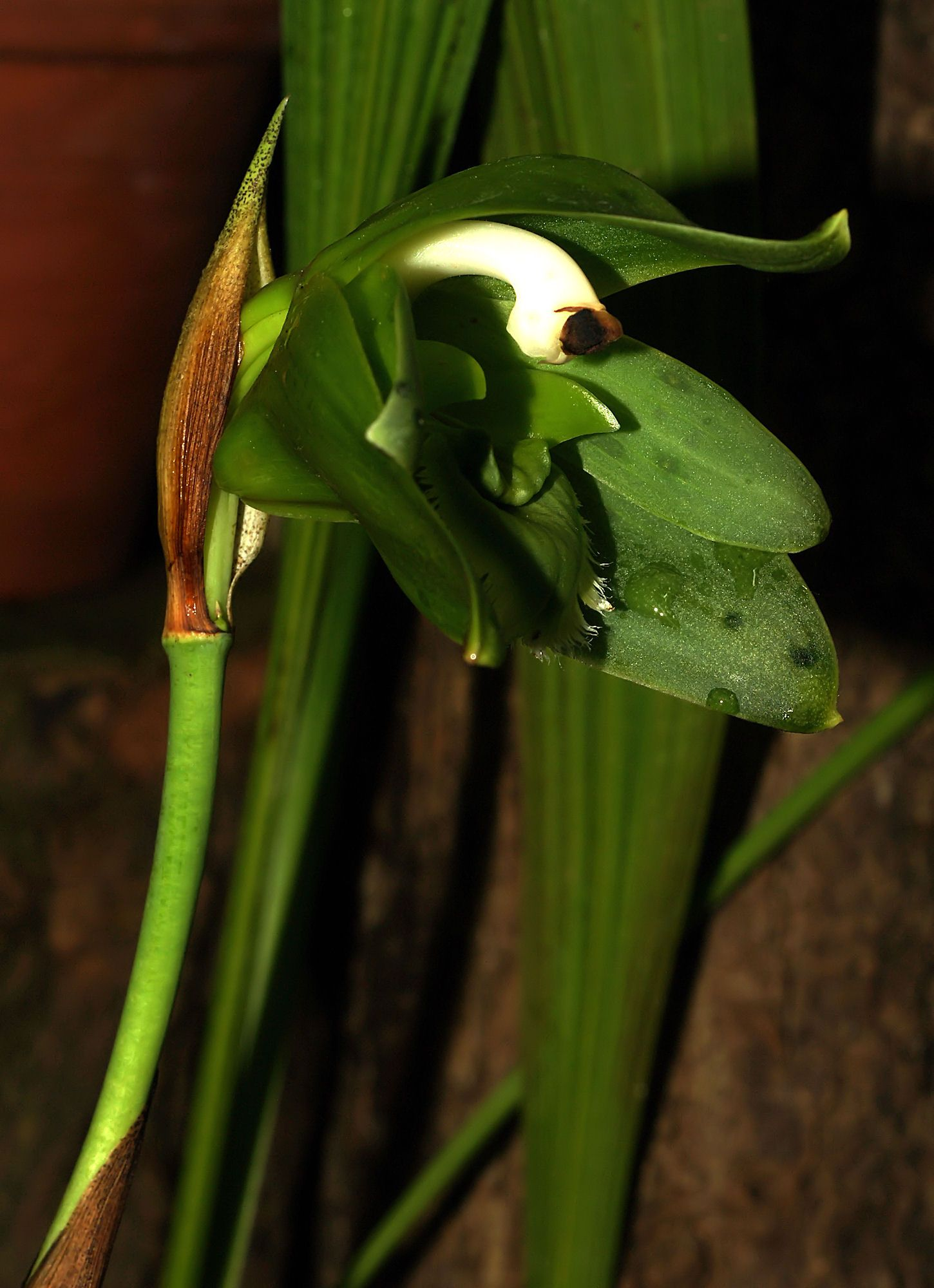
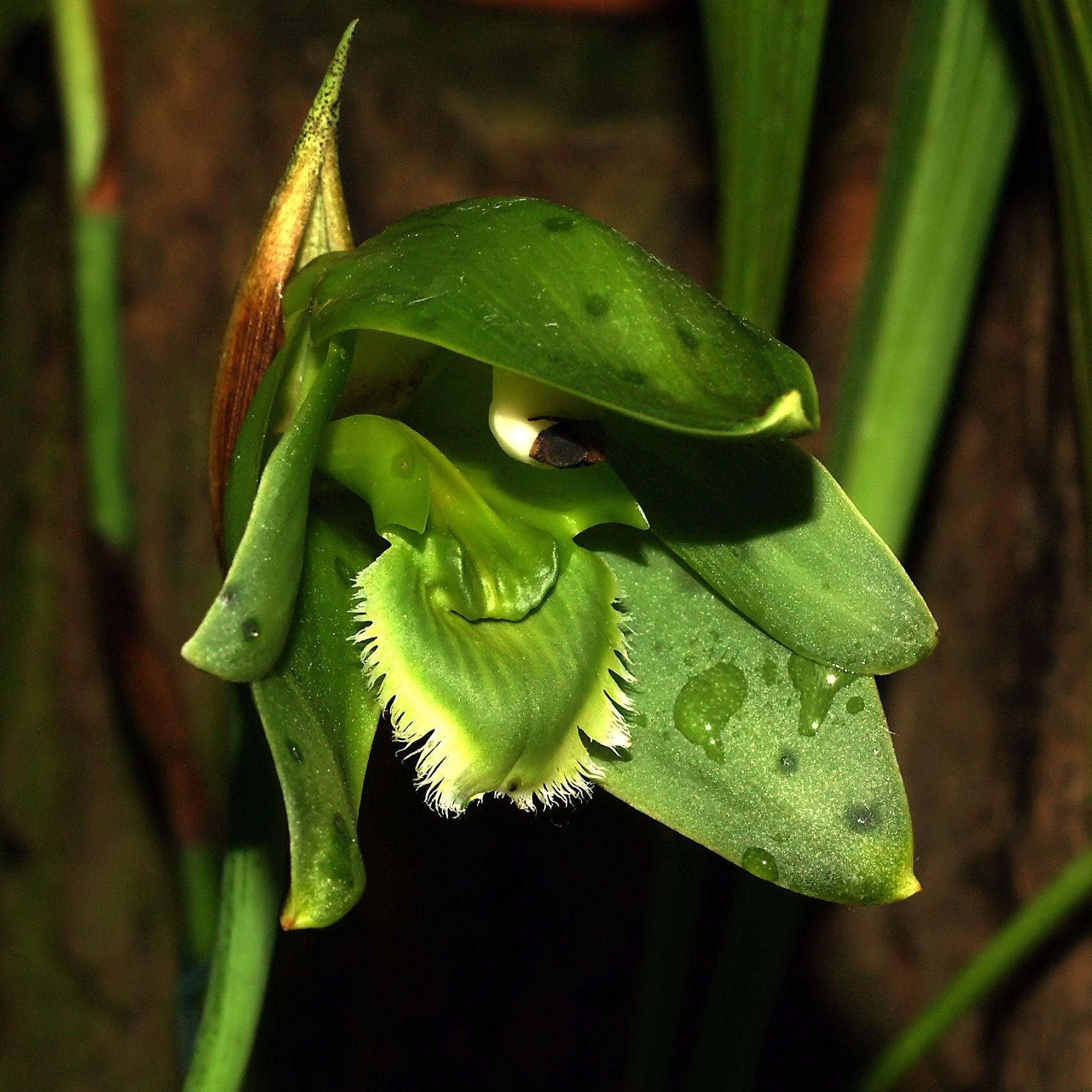
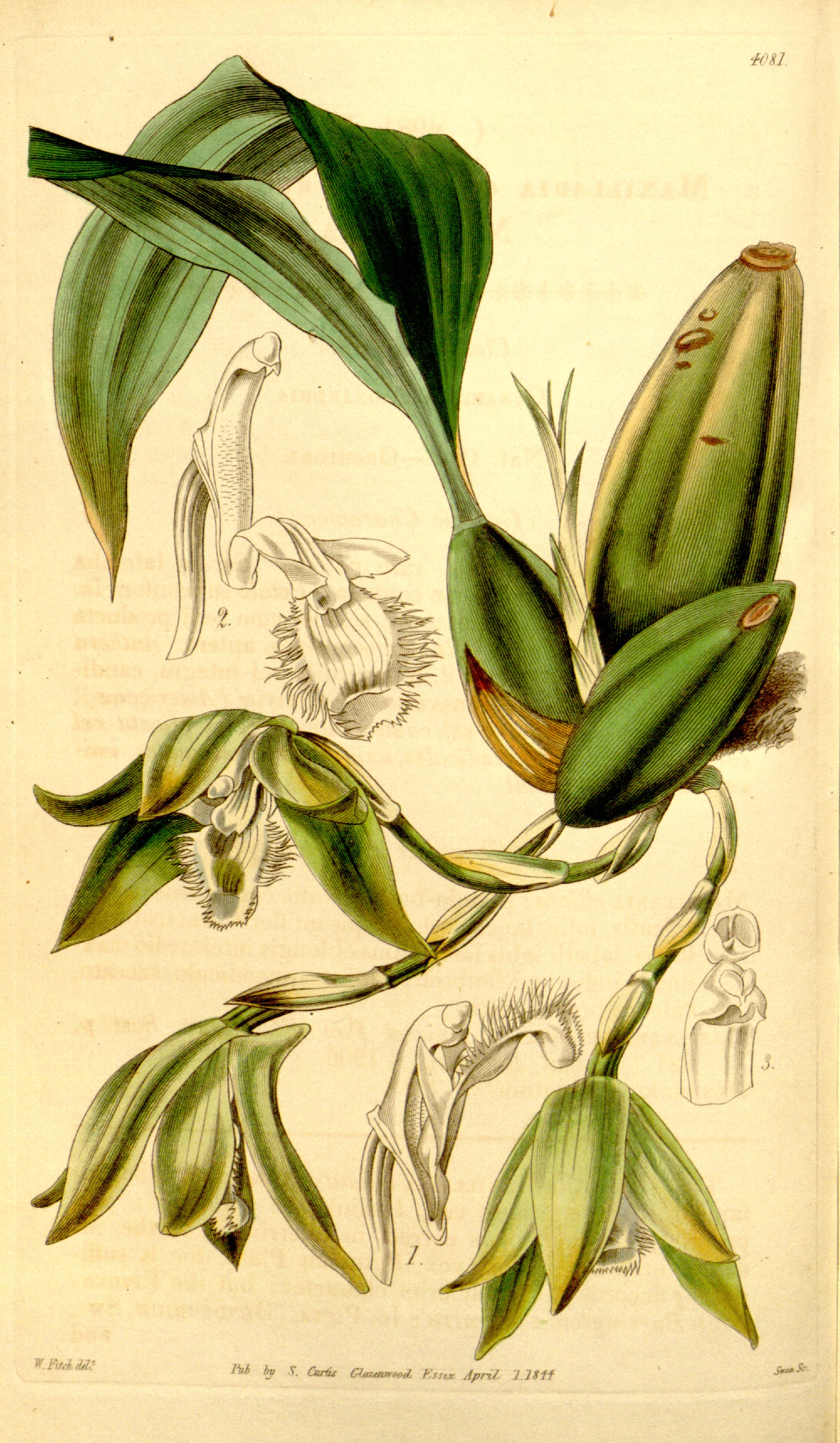